# Aalt Aalten
Aalt Aalten (Zeist, 6 januari 1949) is een Nederlandse trainer, ademtherapeut en Aikido leraar.

## Loopbaan
Hij studeerde Sociale Wetenschappen en Psychomotorische Therapie en volgde een opleiding tot ademtherapeut. In aikido is hij beïnvloed door de ki-aikidoschool van Koichi Tohei. Eind jaren 60 richtte hij een ademtherapiepraktijk op waarbij hij ademtherapie combineert met psychomotorische therapie en aikido.
Hij ontwikkelde een eigen ademtechniek genaamd bekkenbodemadembeweging als variant op de buikademhaling. Bij deze ademtechniek ligt de nadruk op het ademen met de buik, de rug en de bekkenbodemspieren. Het belang hiervan zou zijn dat je hiermee rugklachten, die soms zouden voorkomen bij buikademhalingsoefeningen, zou voorkomen.